# Uropterygius macrocephalus
 Uropterygius macrocephalus és una espècie de peix de la família dels murènids i de l'ordre dels anguil·liformes.

## Morfologia
Els mascles poden assolir els 45 cm de longitud total.

## Distribució geogràfica
Es troba a Reunió, Maurici, les Seychelles, i des de l'Illa Christmas fins a les Illes de la Societat, el sud del Japó i les Hawaii. També des del sud del Golf de Califòrnia fins a l'Equador, incloent-hi les Illes Revillagigedo i les Illes Galápagos.